# Mohammed Majd
Pour les articles homonymes, voir Majd.
 (juillet 2013).
Mohammed Majd, né en 1940 à Casablanca et mort le 24 janvier 2013 à Casablanca est un acteur marocain.

## Biographie
Mohamed Majd fait ses débuts au théâtre à la fin des années 1950, puis il se tourne vers le cinéma où il joue notamment au côté d'Anthony Quinn dans le film Le Message de Moustapha Akkad (1976).
Acteur marocain de renom, c'est vers l'âge de 50 ans qu'il s'impose à l'international, notamment sous la direction de Richard Stroud, dans le téléfilm Deadline. Par la suite, Philippe de Broca s'intéresse à lui et lui offre une apparition remarquée dans son film Les Mille et Une Nuits (1990). Enchaînant dès lors les téléfilms francophones, Majd devient en parallèle l'acteur phare du renouveau du cinéma marocain, emmené par le jeune réalisateur Nabil Ayouch, avec qui il tourne notamment Ali Zaoua prince de la rue et le téléfilm Une minute de soleil en moins.
S'il continue à jouer essentiellement des seconds rôles, il s'impose en outre, au fil du temps, comme l'un des visages du Maghreb : père de Roschdy Zem dans Ten'ja de Hassan Legzouli (2005) et de Nicolas Cazalé dans Le Grand Voyage d'Ismaël Ferroukhi (2004), il reçoit les louanges unanimes de la profession.
En France, il se fait surtout remarquer grâce à des films comme Indigènes de Rachid Bouchareb où il retrouve Roschdy Zem ou L'Ennemi intime (2007) de Florent Emilio-Siri où il s'illustre aux côtés de Benoît Magimel et d'Albert Dupontel. Chevalier des Arts et des Lettres en France, Mohamed Maj a ému le Festival de Cannes grâce à sa composition subtile de figure masculine tutélaire dans le film féministe La Source des femmes de Radu Mihaileanu...
Il meurt à Casablanca le 24 janvier 2013 à la suite de difficultés respiratoires. Âgé de 73 ans, il était souffrant depuis son retour du Festival international de cinéma de Dubaï et avait été hospitalisé en conséquence.

## Filmographie sélective

### Cinéma
- 1976 : Le Message de Moustapha Akkad : petit rôle
- 1990 : Les Mille et Une Nuits de Philippe de Broca : l'homme aveugle
- 2000 : Ali Zaoua prince de la rue de Nabil Ayouch : le pêcheur
- 2001 : Le Cheval de vent de Daoud Aoulad Syad : Tahar
- 2002 : Les Chemins de l'Oued de Gaël Morel : le grand-père
- 2002 : Le Miroir du fou de Narjiss Merar : l'homme
- 2002 : Et après ? de Mohamed Ismail : Rais
- 2003 : Mille mois de Faouzi Bensaïdi : le grand-père
- 2004 : Le Grand Voyage d'Ismaël Ferroukhi : le père
- 2004 : Ten'ja de Hassan Legzouli : le père
- 2005 : C.R.A.Z.Y. de Jean-Marc Vallée : le bédouin
- 2005 : Zaïna, cavalière de l'Atlas de Bourlem Guerdjou : l'Imam
- 2005 : Syriana de Stephen Gaghan : Said Hossein Hashimi
- 2006 : Indigènes de Rachid Bouchareb
- 2006 : Parfum de mer d'Abdelhai Laraki : Mahmoud
- 2007 : L'Ennemi intime de Florent Emilio-Siri : Meziane de Taïda
- 2007 : Waiting for Pasolini de Daoud Aoulad-Syad
- 2010 : Incendies de Denis Villeneuve : Chamseddine
- 2011 : La Source des femmes de Radu Mihaileanu : Hussein
- 2011 : Hanna de Joe Wright : le propriétaire de l'hôtel marocain
- 2011 : Rabat de Victor D. Ponten et Jim Taihuttu : le vieil homme
- 2012 : L'Enfant cheikh de Hamid Benani
- 2012 : Zéro de Nour Eddine Lakhmari : le père
- 2012 : Malak d'Abdeslam Kelai : Jefe
- 2012 : Le Veau d'or de Hassan Legzouli : Moulay
- 2013 : Né quelque part de Mohamed Hamidi : Hadj
- 2013 : Fugues marocaines (Exit Marrakech) de Caroline Link : le père de Karima
- 2013 : La Malédiction de la pyramide (Prisoners of the Sun) de Roger Christian : le grand prêtre
- 2014 : Zaynab, la rose d'Aghmat de Farida Bourquia :
- 2014 : Kanyamakan de Said C. Naciri : le gardien des clés
- 2014 : Atlantic. de Jan-Willem van Ewijk : Hakim

### Télévision
- 2003 : Une minute de soleil en moins (téléfilm) de Nabil Ayouch

## Distinctions
- Festival des trois continents 2001 : meilleur acteur pour Le Cheval de vent
- Festival de Mar del Plata 2005 : meilleur acteur pour Le Grand Voyage
- Chevalier des Arts et des Lettres[Quand ?]